# Santaloides rubellum
Santaloides rubellum là một loài thực vật có hoa trong họ Connaraceae. Loài này được (Pierre) G. Schellenb. miêu tả khoa học đầu tiên năm 1927.